# Diputación Provincial de Toledo
La Diputación Provincial de Toledo es la institución a la que corresponde el gobierno y la administración autónoma de la provincia de Toledo. Una de sus funciones fundamentales es colaborar en la gestión de la actividad municipal.

## Composición
Integran la Diputación Provincial, como órganos de Gobierno de la misma, el Presidente, los Vicepresidentes, la Junta de Gobierno, el Pleno y las Comisiones informativas.
Desde el 27 de julio de 2023 su presidenta es la popular Mª Concepción Cedillo Tardío.
| Diputado                                    | Partido | Partido | Cargo en la Diputación                                                                        | Cargo municipal           |
| ------------------------------------------- | --- | ------- | --------------------------------------------------------------------------------------------- | ------------------------- |
| Mª Concepción Cedillo Tardío                | | PP      | Presidenta.                                                                                   | Alcaldesa de Mocejón      |
| Jesús Guerrero Lorente                      | Vicepresidente Primero. Delegado del Área de Cooperación e Infraestructuras.                                          | PP      | Alcalde de Argés                                                                              |                           |
| Daniel Arias Vega                           | | VOX     | Vicepresidente Segundo. Delegado del Área de Bienestar Social Familia y Juventud.             | Concejal de Olías del Rey |
| Joaquín Romera García                       | | PP      | Vicepresidente tercero. Delegado del Área de Asuntos Generales, Empleo y Promoción Turística. | Concejal de Yunclillos    |
| Juan Carlos Sánchez Trujillo                | Vicepresidente cuarto. Delegado del Área de Protección Civil y CPEIS (Consorcio Provincia de Extinción de Incendios). | PP      | Alcalde de Numancia de la Sagra                                                               |                           |
| Soledad de Frutos del Valle                 | Portavoz y diputada delegada de Presupuesto, Hacienda y Promoción Económica.                                          | PP      | Alcaldesa de La Puebla de Montalbán                                                           |                           |
| Mª Pilar Martín Álvarez                     | Diputada delegada de Deportes.                                                                                        | PP      | Alcaldesa de Turleque                                                                         |                           |
| Manuela Lominchar Lominchar                 | Diputada delegada de Infraestructuras.                                                                                | PP      | Alcaldesa de Corral de Almaguer                                                               |                           |
| Pablo Barroso Corrochano                    | Diputada Delegado de delegado de Promoción de Empleo.                                                                 | PP      | Alcalde de Segurilla                                                                          |                           |
| Marina García Díaz-Palacios                 | Diputada delegada de Medio Ambiente, Agricultura, Ganadería y del Consorcio de Servicios Públicos Medioambientales.   | PP      | Alcaldesa de Menasalbas                                                                       |                           |
| Tomás Manuel Arribas Ruíz                   | Diputado delegado de Cultura, Educación, Publicaciones e Imprenta.                                                    | PP      | Alcalde de Yepes                                                                              |                           |
| Manuel Galán Moreno                         | Diputado delegado del Organismo Autónomo de Gestión Tributaria, Laboratorio y Promoción de la Salud.                  | PP      | Alcalde de Urda                                                                               |                           |
| José Eugenio del Castillo Fernández-Pacheco | Diputado delegado de Contratación y Patrimonio                                                                        | PP      | Alcalde de Quismondo                                                                          |                           |
| Pedro Díaz Moreno                           | Diputado delegado de Conservación Vial y Parque Móvil.                                                                | PP      | Alcalde de Las Herencias                                                                      |                           |
| Félix Ortega Férnandez                      | | PSOE    | Presidente del Grupo Socialista                                                               | Alcalde de Cobisa         |
| Mª Agustina (Tita) García Vélez             | Portavoz del Grupo Socialista                                                                                         | PSOE    | Concejala de Talavera de la Reina                                                             |                           |
| Concepción Monzón de Gracia                 | | PSOE    | Alcaldesa de Villarrubia de Santiago                                                          |                           |
| Julián Bolaños Pozo                         | | PSOE    | Alcalde de Villafranca de los Caballeros                                                      |                           |
| Mª Dolores Verdúguez Flores                 | | PSOE    | Alcaldesa de Villanueva de Alcardete                                                          |                           |
| José Carlos Sánchez Blázquez                | | PSOE    | Alcalde de Mejorada                                                                           |                           |
| Cristina Cebas Gregorio                     | | PSOE    | Alcaldesa de Alcaudete de la Jara                                                             |                           |
| Francisco Rodríguez Sánchez                 | | PSOE    | Concejal de Illescas                                                                          |                           |
| Mª del Rosario Navas Cabezas                | | PSOE    | Alcaldesa de Olías del Rey                                                                    |                           |
| Rafael Martín Arcicollar                    | | PSOE    | Alcalde de Alameda de la Sagra                                                                |                           |
| José Antonio Ruíz Cerdeño                   | | PSOE    | Alcalde de Noez                                                                               |                           |
| Luis Miguel Martín Ruíz                     | | PSOE    | Alcalde de Yuncler                                                                            |                           |
| Alfonso Arriero Barberán                    | | PSOE    | Alcalde de Méntrida                                                                           |                           |

### Presidente y Vicepresidentes
| Diputado                     | Partido | Partido | Cargo en la Diputación                                                                        | Cargo municipal           |
| ---------------------------- | --- | ------- | --------------------------------------------------------------------------------------------- | ------------------------- |
| Mª Concepción Cedillo Tardío | | PP      | Presidenta.                                                                                   | Alcaldesa de Mocejón      |
| Jesús Guerrero Lorente       | Vicepresidente Primero. Delegado del Área de Cooperación e Infraestructuras.                                          | PP      | Alcalde de Argés                                                                              |                           |
| Daniel Arias Vega            | | VOX     | Vicepresidente Segundo. Delegado del Área de Bienestar Social Familia y Juventud.             | Concejal de Olías del Rey |
| Joaquín Romera García        | | PP      | Vicepresidente tercero. Delegado del Área de Asuntos Generales, Empleo y Promoción Turística. | Concejal de Yunclillos    |
| Juan Carlos Sánchez Trujillo | Vicepresidente cuarto. Delegado del Área de Protección Civil y CPEIS (Consorcio Provincia de Extinción de Incendios). | PP      | Alcalde de Numancia de la Sagra                                                               |                           |

### Junta de Gobierno
| Nombre                                      | Partido político | Partido político |
| ------------------------------------------- | ---------------- | ---------------- |
| Mª Concepción Cedillo Tardío (Presidenta)   |                  | PP               |
| Jesús Guerrero Lorente                      |                  | PP               |
| Daniel Arias Vega                           |                  | VOX              |
| Joaquín Romera García                       |                  | PP               |
| Juan Carlos Sánchez Trujillo                |                  | PP               |
| Soledad de Frutos del Valle                 |                  | PP               |
| Marina García Díaz-Palacios                 |                  | PP               |
| Tomás Manuel Arribas Ruiz                   |                  | PP               |
| José Eugenio del Castillo Fernández-Pacheco |                  | PP               |
| Pedro Díaz Moreno                           |                  | PP               |

### Corporación Provincial
La Diputación de Toledo se compone de 27 diputados provinciales que son elegidos por los distintos partidos judiciales de la Provincia de Toledo en razón a los resultados conseguidos por los distintos partidos en relación con la representatividad de concejales en los Ayuntamientos una vez constituidos estos resultando de las elecciones municipales. Estos diputados forman el pleno de la corporación, máximo órgano de gobierno de la administración provincial. El pleno se divide en grupos políticos atendiendo al reparto en partidos políticos.
| Actual distribución de la Diputación tras las elecciones municipales de 2023 | Actual distribución de la Diputación tras las elecciones municipales de 2023 | Actual distribución de la Diputación tras las elecciones municipales de 2023 | Actual distribución de la Diputación tras las elecciones municipales de 2023 | Actual distribución de la Diputación tras las elecciones municipales de 2023 |
| Partido político                                                             | Votos                                                                        | %                                                                            | Diputados                                                                    |                                                                              |
| ---------------------------------------------------------------------------- | ---------------------------------------------------------------------------- | ---------------------------------------------------------------------------- | ---------------------------------------------------------------------------- | ---------------------------------------------------------------------------- |
| Partido Socialista de Castilla-La Mancha (PSCM-PSOE)                         | 149.573                                                                      | 40,73%                                                                       | 13                                                                           |                                                                              |
| Partido Popular de Castilla-La Mancha (PP-CLM)                               | 144.541                                                                      | 39,37%                                                                       | 13                                                                           |                                                                              |
| Vox (VOX)                                                                    | 34.646                                                                       | 9,43%                                                                        | 1                                                                            |                                                                              |

#### Distribución de escaños por partidos judiciales
| Partido judicial      |    |    |   | Diputados |
| --------------------- | -- | -- | - | --------- |
| Ocaña                 | 1  | 1  |   | 2         |
| Orgaz                 | 1  | 2  |   | 3         |
| Quintanar de la Orden | 1  | 1  |   | 2         |
| Talavera de la Reina  | 3  | 2  |   | 5         |
| Toledo                | 6  | 5  | 1 | 12        |
| Torrijos              | 1  | 2  |   | 3         |
| Total                 | 13 | 13 | 1 | 27        |

### Comisiones Informativas
- Comisión Informativa de Asuntos Generales, Empleo y Promoción Turística.
- Comisión Informativa de Educación, Cultura, Deportes e Igualdad.
- Comisión Informativa de Cooperación, Infraestructuras y Hacienda.
- Comisión Informativa de Presupuestos y Especial de Cuentas.
- Comisión Informativa de Bienestar Social, Familia y Juventud.

## Presidentes de la Diputación Provincial
| Titular | Titular                      | Periodo    | Partido político | Partido político |
| ------- | ---------------------------- | ---------- | ---------------- | ---------------- |
|         | José Finat y de Bustos       | 1971–1977  |                  |                  |
|         | José Magán de la Cruz        | 1977–1979  |                  |                  |
|         | Gonzalo Payo Subiza          | 1979–1982  |                  | UCD              |
|         | Jesús García Cobacho         | 1982–1983  |                  | UCD              |
|         | Isidro del Río Martín        | 1983–1987  |                  | AP               |
|         | Mariano Díez Moreno          | 1987–1991  |                  | AP               |
|         | Adolfo González Revenga      | 1991–1995  |                  | PSOE             |
|         | Miguel Ángel Ruiz-Ayúcar     | 1995–2003  |                  | PP               |
|         | José Manuel Tofiño           | 2003–2011  |                  | PSOE             |
|         | Arturo García-Tizón          | 2011-2015  |                  | PP               |
|         | Álvaro Gutiérrez Prieto      | 2015-2023  |                  | PSOE             |
|         | Mª Concepción Cedillo Tardío | desde 2023 |                  | PP               |

## Espacios culturales
Depende de la Diputación de Toledo El Centro Cultural San Clemente que alberga la Biblioteca, la Unidad de Restauración y el Centro de Exposiciones. Ubicado en una parte del Convento de San Clemente, muestra en sus salas ubicadas en dos plantas, exposiciones de las obras de artistas nacidos o residentes en la provincia, y de otros autores internacionales.